# アンリ・シャルパンティエ
アンリ・シャルパンティエ（Henri Charpentier）は、日本の洋菓子ブランドで、本店は芦屋にある。
統括会社は株式会社シュゼット・ホールディングス（SUZETTE HOLDINGS CO.,LTD.）。「アンリ・シャルパンティエ」、「C3（シーキューブ）」、「カサネオ」、「バックハウスイリエ」を全国に店舗展開している。本社は兵庫県西宮市。
ブランド名はクレープシュゼットを考案したと言われる、19世紀に活躍したフランスの料理人アンリ・シャルパンティエに由来する。

## 概要
1969年に創業者である蟻田尚邦が阪神電鉄芦屋駅前に開いた喫茶店が始まりである。1975年、神戸そごうからの出店要請により、生菓子以外にギフト用焼き菓子を扱うようになって以降、業容は大きく拡大することとなった。阪神・淡路大震災で痛手を受けたものの、高級洋菓子メーカーとして関西地区中心に高いブランド力を持つ。
1985年9月に横浜そごう店（関東1号店）をオープン。「クレープ・ア・ラ・レーヌ」を「女王陛下のクレープ」のキャッチコピーで販売。売り場横にあるパントリーで1枚1枚焼いて包んで販売したところ、売り場を何周もするほどの行列ができ、1日4千枚も売れる爆発的なヒットとなった。この様子がニュースで取り上げられ「アンリ・シャルパンティエ」の名前は一躍全国に知れ渡ることとなった。現在は関西以外にも多くの店舗を構えて海外にも店舗を構えるなど、日本を代表する菓子メーカーへと成長した。
伝統のフレンチテイストをしのばせたアンリ・シャルパンティエと、純粋なイタリアをテーマに、楽しくお洒落なドルチェをイメージしたシーキューブ、ミルクレープ専門店のカサネオ、クリームパンが人気のパン屋バックハウスイリエの4ブランド（自社紹介より）で展開している。
なお、蟻田は1999年に代表取締役を退任し、当社グループの商品パッケージや店舗などのデザイン管理と商品開発を手掛ける別会社（クールアース）の代表取締役となった。2002年にはフランスを代表するパティシエの一人クリストフ・フェルデール（Christophe Felder、fr）を招いてパリに研究所を開設した。
2011年6月に創業家の長男である蟻田剛毅が代表取締役社長に就任している。
また、この企業は東日本大震災の支援活動を継続的に実施しており、第18回企業フィランソロピー大賞≪想いをつなぐスイーツ賞≫、ソーシャルプロダクツ・アワード2022 ソーシャルプロダクツ賞を受賞するなど「スマイルフォー東北‐フロム芦屋」商品や活動が高評価を受けている。

## 沿革
- 1969年4月 - アンリ・シャルパンティエ1号店を創業（芦屋本店）
- 1975年9月 - 神戸そごうに出店（百貨店初出店）、「フィナンシェ」を発売し代表商品となる
- 1996年 - シーキューブ梅田大丸店開店
- 1997年 - 主力工場及び店舗であるハーバースタジオ43が竣工（伊東眞一設計、第1期4687.81m2。第2期1622.13m2は1999年竣工）
- 2002年 - フランス・パリにラボラトワール（研究所）を開設
- 2003年 - 銀座本店開店
- 2005年4月 - フランス邸宅風の大型店「メゾン アンリ・シャルパンティエ」開店 （所在地：兵庫県芦屋市楠町10-17、設計：ジャン=フィリップ・ニュエル）
- 2006年 - ハーバースタジオ43酒蔵通り店が国内の洋菓子業界で初めてのISO 22000認証取得。UKAS認定による審査登録は世界初
- 2008年9月1日 - 商号を株式会社アンリ・シャルパンティエから株式会社アッシュ・セー・クレアシオンへ変更
- 2009年3月22日 - 「メゾン アンリ・シャルパンティエ」閉店
- 2010年4月 - 横浜リバーサイドスタジオを開設
- 2011年3月 - ハーバースタジオ43を増築し、芦屋市から本社を移転
- 2013年10月 - 会社名を「株式会社シュゼット」に変更
- 2013年10月 - 製造部門を分社化し、「株式会社スタジオ・シュゼット」を設立
- 2014年10月 - シンガポールに「アンリ・シャルパンティエ デンプシーヒル店」を開店
- 2015年4月 - 東京・銀座にカフェ業態の旗艦店として、「銀座メゾン アンリ・シャルパンティエ」を出店
- 2015年4月 - 「フィナンシェ」の年間販売個数がギネス世界記録™に認定される[1]。
- 2015年10月 - 福岡スタジオを開設
- 2020年10月 -「フィナンシェ」の年間販売個数が6年連続ギネス世界記録に認定される。菓子部門では6年連続認定は世界初となる。[2]
- 2021年10月 -「フィナンシェ」の年間販売個数が7年連続ギネス世界記録に認定される。記録更新の日「10月1日」を「芦屋のフィナンシェ世界一の日」記念日に制定[3]。

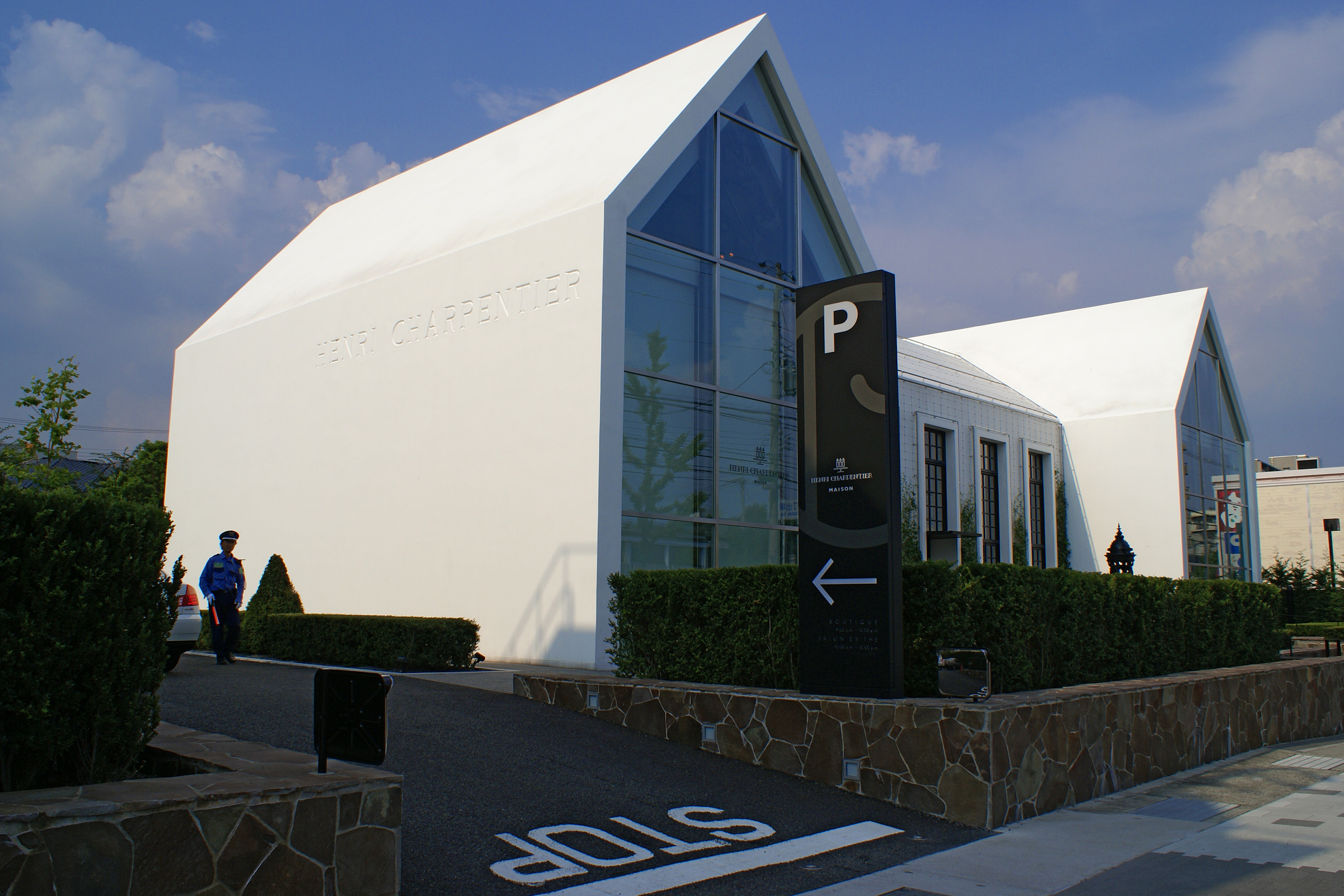
芦屋メゾン（現在は閉鎖）

## 店舗
- アンリ・シャルパンティエ（108店舗）
  - 北海道・東北／4店舗
  - 関東／31店舗
  - 中部／14店舗
  - 関西／31店舗
  - 中四国／10店舗
  - 九州／4店舗
  - 空港・駅／8店舗
  - 海外／6店舗

- シーキューブ（44店舗）
  - 東北／2店舗
  - 関東／19店舗
  - 中部／7店舗
  - 関西／11店舗
  - 中国／2店舗
  - 九州／3店舗

- カサネオ（1店舗）
  - 関西／1店舗
- バックハウスイリエ（4店舗）
  - 関西／４店舗